# یواس‌سی‌جی‌سی کمبل (دبلیوام‌ئی‌سی-۹۰۹)
یواس‌سی‌جی‌سی کمبل (دبلیوام‌ئی‌سی-۹۰۹) (به انگلیسی: USCGC Campbell (WMEC-909)) یک کشتی بود که طول آن ۲۷۰ فوت (۸۲ متر) بود.